# Urtz
Urtz es un grupo musical de rock vasco creado en 1988. El grupo de Pasajes toca temas de rock, pop y heavy metal. Ekaitzaren garrasia ("El grito de la tormenta") fue su primer disco publicado en 1992, trabajo del cual consiguieron un gran éxito y se convirtió en un clásico del rock vasco. Hautsa astinduz fue publicado el 1994 también fue un éxito con la canción Kaixo! aconteciendo la canción más conocida del grupo. El disco Hain urrun apareció el 1996 y Lur gazian ametsak ereinez el 1998 pero no tuvieron tanta fama como los anteriores. Aingeru (2001) fue el quinto y último álbum, cambiando la casa discográfica y varios miembros del equipo (Javi Estella y Ritxi Barrenetxe), se sumergieron más en las aguas pop. El equipo se disuelve el octubre de 2003, pero el 2013 volvió a los escenarios.

## Historia
Urtz fue uno de los ejemplos de la apertura estilística que conoció el rock vasco a principios de los 90. En 1991 publicó su primera maqueta, "Zelatan", y consiguió vender 1.800 ejemplares. La casa discográfica Gor se dio cuenta inmediatamente del potencial del grupo y le ofreció el lanzamiento del primer disco en la primavera de 1992. Sin embargo, el cuarteto decidió esperar unos meses porque no se veía muy preparado. Ekaitzaren garrasia se publicó en otoño de 1992 y se hizo un eco que el grupo no esperaba. La canción "Negua datorrenean" entró con fuerza en las radios, mostrando las principales características del grupo; eje de las melodías adhesivas, ritmos intensos y dureza en las guitarras. Las canciones heavy "Zelatan", "Maiatzak 10", "Azken eguna", las baladas "Gau ilun" e "Itzalak ez nau hartuko" son recogidas en su primer disco.
Hautsa astinduz (Gor, 1994) fue el segundo disco que confirmó el éxito del anterior y superó el número de ventas del primero. En este trabajo se encuentran algunas de las canciones más conocidas del grupo: "Kaixo", "Hautsa astinduz", "Bizitzarekin dantzan", etc. Marino Goñi se encargó de la producción, al igual que en el trabajo anterior.
El siguiente trabajo, Hain urrun (Gor, 1996), fue el disco más serio del grupo y quizás por eso, "la gente no lo entendió bien. Cada persona tiene diferentes etapas en su vida y actúa igual en los discos y en todos los trabajos que se realizan, y al fin y al cabo se  reflejan" según el periodista Iñaki Lazkano, colaborador habitual del grupo.
Después de superar la depresión provocada por la modesta acogida del tercer disco, el equipo recuperó la ilusión y la fuerza con Lur gazian ametsak eginez (Gor, 1998) como cuarto disco. EL grupo trabajó con los hermanos San Martín, del Estudio Sonido XXI en Esparza de Galar, y el cambio los benefició. Aunque no iguala el éxito de sus primeros discos, este disco tiene un significado especial para los miembros del grupo. Estilísticamente es el disco más abierto del grupo, con la ilusión y el optimismo que no había en otras ocasiones.
Pasaron tres años para hacer llegar Aingeru (Oihuka, 2001) hasta su publicación. A lo largo de este tiempo se produjeron cambios de miembros del equipo con la incorporación de Javi Estella por Asier Arocena (guitarra y coros) y Ritxi Barrenetxea por Víctor G.-Argüelles (bajo). Desde el punto de vista sonoro, es el disco más limpio del grupo y el más pop de las melodías. La melodía sigue siendo el eje de las canciones, pero los ritmos son más lentos y suaves en general.
A pesar de estar contentos con la acogida de los fans con el quinto disco, dos años después decidieron romper el grupo. El último concierto tuvo lugar en la sala Bilborock en octubre de 2003, con la ayuda de Juanan San Martín, técnico de sonido y teclista, haciendo un repaso de todo el recorrido. Con el Azken eguna como CD-DVD (EDG Music, 2003) se recoge lo ocurrido aquella noche, con entrevistas a los miembros del equipo.
Después de diez años de silencio, el 2013 a través del sello Baga-biga el cuarteto original volvió con el disco Astiro. En diciembre del mismo año volvieron al escenario con la Feria de Durango.
Tras varios cambios en la formación, quedando sólo Xabier Camarero del cuarteto original, en 2019 autoproducen su séptimo trabajo de estudio, "Zabaldu ateak", con Jorge Sánchez al bajo, Ander Hurtado de Saratxo a la batería y Dani Vicente a la guitarra.
En 2020 publicaron el disco recopilatorio Bizitzarekin dantzan de toda su trayectoria musical.

## Miembros
- Xabi Camarero (voz y guitarra) (1988-2003, 2013...)
- Dani Vicente (guitarra y voz) (2017...)
- Jorge Sánchez (bajo) (2017...)
- Ander Hurtado de Saratxo (batería) (2017...)
- Josu Ariztegi (batería) (1988-2003, 2013-2016)
- Asier Arocena (guitarra y coro) (1988-1999, 2013-2016)
- Víctor G.-Argüelles (bajo) (1990-1998, 2013-2015)
- Javi Estella (guitarra y coro) (1999-2003)
- Ritxi Barrenetxea (bajo) (1998-2003)[3]

## Discografía
- Ekaitzaren garrasia (1992)
- Hautsa astinduz (1994)
- Hain urrun (1996)
- Lur gazian ametsak ereinez (1998)[1]
- Aingeru (2001)[3]
- Azken Eguna (2003)[8]
- Astiro (2013)[9]
- Zabaldu ateak (2019)[10]
- Bizitzarekin dantzan (2020)
- Esnatzean (2024)